# Jimgerdemannia lactiflua
Jimgerdemannia lactiflua (Berk. & Broome) Trappe, Desirò, M.E. Sm., Bonito & Bidart. – gatunek grzybów z typu Mucoromycota. Tworzy ektomykoryzy z korzeniami drzew.

## Morfologia
Sporokarpy
O wymiarach do 9 × 14 mm i kształcie od niemal kulistego do elipsoidalnego, nerkowate lub nieregularne, z podstawą. Na świeżo przeciętych miejscach wydzielają lepkie białe mleczko. Perydium cienkie, 50–150 μm, zbudowane z cienkościennych, rozgałęziających się strzępek o średnicy 8–15 μm i barwie od białej do kremowej. W starych okazach perydium częściowo lub całkowicie zanika. Gleba często z małym, jałowym podglebiem i równomiernie rozłożonymi zarodnikami. Zarodniki kuliste do elipsoidalnych, jasno żółtopomarańczowe, 70–180 × 94–190 µm. Ściany zarodników o grubości 5–10 µm, składające się z żółtej, blaszkowatej ściany wewnętrznej (endoperydium) o grubości do 8 µm i cienkiej ściany zewnętrznej (ektoperydium) o grubości 1–3 µm, w odczynniku Melzera barwiącej się na czerwonobrązowo. Dojrzałe zygospory są zamknięte w płaszczach strzępkowych o grubości do 20–45 μm, składających się z kilku warstw cienkościennych, żółtych, mocno splecionych strzępek, które po osiągnięciu dojrzałości w odczynniku Melzera barwią się na pomarańczowo lub czerwono. Zarodnie o średnicy do 65(–80) µm, długo utrzymujące się.

## Systematyka
Pozycja w klasyfikacji według Index Fungorum: Endogonaceae, Endogonales, Incertae sedis, Endogonomycetes, Mucoromycotina, Mucoromycota, Fungi.
Po raz pierwszy opisali go w 1972 r. Miles Joseph Berkeley i Christopher Edmund Broome, nadając mu nazwę Endogone lactiflua. W 2017 r. James M. Trappe, Alessandro Desirò, Matthew E. Smith, Gregory Bonito i Martin I. Bidartondo po przeprowadzeniu badań filogenetycznych przenieśli go do rodzaju  Jimgerdemannia.

## Występowanie i siedlisko
Znane jest występowanie Jimgerdemannia flammicorona w Ameryce Północnej, Europie, Azji, Australii i na Nowej Zelandii. W Polsce do 2003 r. podano jedno stanowisko (pod nazwą Endogone lactiflua), w późniejszych latach podano następne 6 stanowisk. Aktualne stanowiska podaje także internetowy atlas grzybów. Znajduje się w nim na liście gatunków zagrożonych i wartych objęcia ochroną.
Grzyb podziemny. Występuje w różnego typu lasach, w towarzystwie głównie drzew iglastych, zwłaszcza w wyższych położeniach górskich, ale podano jego stanowiska także w lasach liściastych. Rozwija się w ściółce, wśród resztek roślinnych i w glebie tuż pod jej powierzchnią. Tworzy sporokarpy od wczesnej wiosny do późnej jesieni.